# Haag (Melbach)

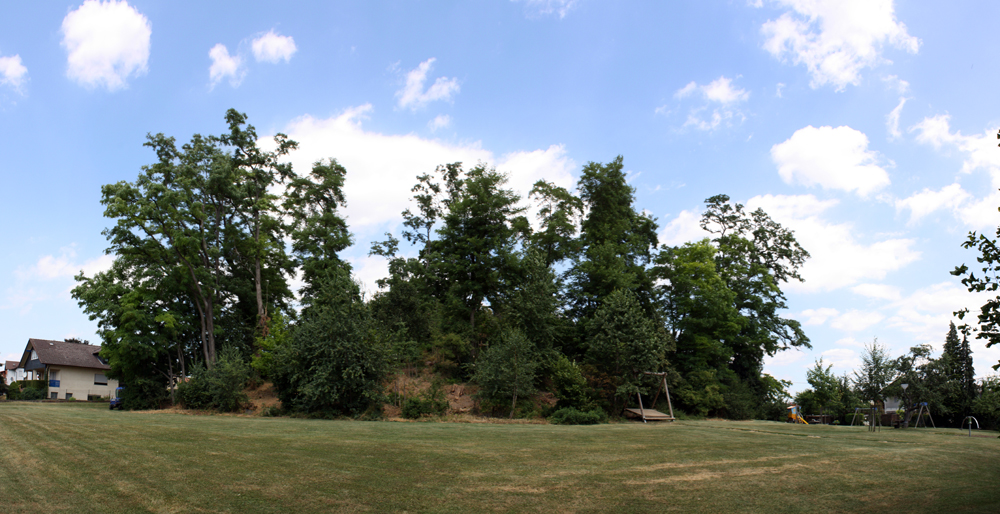
Blick auf den Haag

Der Haag (auch Haak) ist ein künstlich aufgeschütteter Hügel mit einer noch erhaltenen Höhe von etwa 12 Metern. Eine ehemalige Höhe von mindestens 15 Metern wird vermutet. Sein Durchmesser beträgt 80 bis 100 Metern. Der Hügel ist das Wahrzeichen von Melbach, einem kleinen Dorf in der nordöstlichen Wetterau. Soweit oberflächlich erkennbar wurde er aus vor Ort anstehendem tonigem Löss aufgeschüttet.  
Die Bezeichnung Haag dürfte vom mittelhochdeutschen houc abgeleitet sein. Aus der Neuzeit sind mehrere Eingriffe am Hügel bekannt. Ein konkaver Bereich im Hang des Hügels entstand vermutlich durch weitgehend ergebnislose Grabungen des örtlichen Bürgermeisters im Jahr 1828. Am Ostrand des Haag befinden sich noch Mauerreste einer Kapelle. Nach einer Bezeichnung des Hügels als Ottilienberg von 1825  dürfte die damals nur noch als Ruine erhaltene Kapelle der heiligen Odilia geweiht gewesen sein. 1843 wurde der Haag vom Friedberger Heimatforscher Johann Philipp Dieffenbach beschrieben. Der vermutlich ursprünglich nur mit Gras bewachsene Hügel wurde im 18. Jahrhundert mit Bäumen bepflanzt.
Aufgrund süddeutscher Parallelen vermutete Werner Jorns 1960, es könne sich beim Haag um einen Großgrabhügel der Hallstattzeit handeln. Grabhügel vergleichbarer Größe aus Österreich vermitteln einen Eindruck vom vermutlich ehemaligen Aussehen des Haags. Im Jahr 2003 fand vor Beginn einer Baumaßnahme eine kleine Sondage am Fuß des Hügels statt, die aber nur eine weitgehend fundfreie Erdaufschüttung mit wenigen, nicht näher bestimmbaren vorgeschichtlichen Scherben erbrachte.
Heute kümmert sich eine Arbeitsgemeinschaft um den Erhalt und die Pflege des Hügels.